# Republiek Rhodesië
Rhodesië was een niet-erkende staat in zuidelijk Afrika, die in 1980 omgevormd werd tot Zimbabwe. De hoofdstad was Salisbury (sinds 1982 Harare genoemd).

## Geschiedenis
Voor de eenzijdige onafhankelijkheidsverklaring van Rhodesië (Unilateral declaration of independence of UDI) maakte het land van 1953 tot 1963 deel uit van de Federatie van Rhodesië en Nyasaland. De protectoraten van Noord-Rhodesië (huidige Zambia), Nyasaland (het huidige Malawi) en de zelfbesturende kolonie van Zuid-Rhodesië maakten deel uit van deze federatie, die een semi-dominionstatus bezat binnen het Britse rijk.
In 1963 kwam het tot de opheffing van de Federatie waarna zowel Zambia als Malawi in 1964 hun onafhankelijkheid verkregen dankzij de dekolonisatie van Afrika.
Het Verenigd Koninkrijk wilde ook onafhankelijkheid voor Zuid-Rhodesië met een zwart meerderheidsbestuur. Hier was de blanke minderheid in Rhodesië echter als de dood voor. Dit valt te zien in de verkiezingsuitslagen, waar de "Rhodesian Front" partij als grote winnaar uit de bus kwam. Deze partij, waar ook de latere premier Ian Smith lid van was, was voor het behoud van de (blanke) minderheidsregering in Rhodesië in plaats van een plotse overgang tot "majority rule" oftewel zwart meerderheidsbestuur. De verschillen tussen de Rhodesische regering en de Britse regering onder Harold Wilson (Labour) bleken te groot om onderling een oplossing te kunnen vinden.
Op 11 november 1965 riep de regering onder leiding van Ian Smith dan ook eenzijdig de onafhankelijkheid uit. Het vroegere Zuid-Rhodesië zou voortaan verder gaan onder de naam Rhodesië. Het was de bedoeling van Smith om lid te worden van het Britse Gemenebest met koningin Elizabeth II als staatshoofd, maar het Verenigd Koninkrijk erkende de regering van Smith niet. In 1970 werd Rhodesië een republiek.
Rhodesië werd internationaal echter niet erkend en de Britse regering reageerde met strenge economische sancties.

## Bush war
Het onafhankelijke Rhodesië had niet enkel te kampen met Britse economische sancties, ook militair kwam het onder druk te staan. De Zimbabwaanse Onafhankelijkheidsoorlog was het conflict dat zich afspeelde tussen de Rhodesische strijdkrachten en diverse zwarte gewapende bewegingen. Deze bewegingen hadden als doel het verkrijgen van zwart meerderheidsbestuur. De 2 belangrijkste groeperingen waren de marxistische (door de Sovjet-Unie gesteunde) ZANU en de (door de Volksrepubliek China gesteunde) maoïstische ZAPU.

## Einde van Rhodesië – Ontstaan van Zimbabwe
Onder deze onoverkomelijke omstandigheden zag Rhodesië zich uiteindelijk genoodzaakt een vredesakkoord te sluiten, waardoor de onafhankelijkheidsverklaring verviel en het land tijdelijk terug onder Brits bestuur kwam. Dit had tot gevolg dat er in februari 1980 verkiezingen zouden worden gehouden. Deze verkiezingen werden gewonnen door Robert Mugabe (ZANU). Op 18 april 1980 verkreeg Zimbabwe dan effectief zijn onafhankelijkheid onder de officiële benaming Republiek van Zimbabwe.

## Bevolking
Rhodesië telde anno 1969 zo'n 5.090.000 inwoners. Hiervan waren er 258.580 (6,5%) van Europese afkomst, een bevolkingsgroep die ook wel blanke Rhodesiërs, of kortweg Rhodesiërs worden genoemd. Daarnaast werd geschat dat er 4.840.000 (93%) zwarten in het land woonden, en 23.870 (0,5%) Aziaten en kleurlingen.